# Nice (Californie)
Pour les articles homonymes, voir Nice (homonymie).
Nice est une census-designated place située dans le comté de Lake, dans l’État de Californie, aux États-Unis. Sa population s’élevait à 2 731 habitants lors du recensement de 2010.

## Histoire
La localité a d’abord été appelée Clear Lake Villas, jusqu’à ce que Charles William Bayne la renomme d’après sa ville d’origine, Nice, en France, vers 1930. Le bureau de poste a ouvert en 1930.

## Démographie
| 2000  | 2010  | - | - | - | - |
| ----- | ----- | - | - | - | - |
| 2 509 | 2 731 | - | - | - | - |